# Oliarus inconstans
Oliarus inconstans är en insektsart som beskrevs av Giffard 1925. Oliarus inconstans ingår i släktet Oliarus och familjen kilstritar. Inga underarter finns listade i Catalogue of Life.